# 大周村古寺庙建筑群
大周村古寺庙建筑群，位于山西省晋城市高平市马村镇大周村，包括资圣寺等多座建筑，形成古寺庙建筑群。
资圣寺的毗卢殿为宋代建筑，歇山顶，面阔进深三间。寺内有两座元代石碑。山门外有观音阁、五虎庙。
宣圣庙的汤王殿是元明建筑，面阔三间，悬山顶。
真武阁正殿二层，重檐歇山顶。此外还有火神庙等。
2013年3月5日，大周村古寺庙建筑群公布为第七批全国重点文物保护单位。